# Método al tanteo
Esta operación es conocida como "Balanceo por Tanteo".
sirve para evaluar la reacción química.
- Si la ecuación contiene oxígeno, conviene balancear el hidrógeno en segunda instancia.
- Si la ecuación no contiene oxígeno, conviene balancear el hidrógeno en última instancia.

En el ejemplo, se puede observar que el elemento que participa con un estado de oxidación de mayor valor absoluto es el carbono que actúa con estado de oxidación (+4), mientras el oxígeno lo hace con estado de oxidación (-2) y el hidrógeno con (+1).
Comenzando con el carbono, se iguala de la forma más sencilla posible, es decir con coeficiente 1 a cada lado de la ecuación, y de ser necesario luego se corrige.

{\displaystyle \mathrm {1CH_{4}+b\cdot O_{2}\to 1CO_{2}+d\cdot H_{2}O} }

Se continúa igualando el oxígeno, se puede observar que a la derecha de la ecuación, así como está planteada, hay 3 átomos de oxígeno, mientras que a la izquierda hay una molécula que contiene dos átomos de oxígeno. Como no se deben tocar los subíndices para ajustar una ecuación, simplemente añadimos media molécula más de oxígeno a la izquierda:

{\displaystyle \mathrm {CH_{4}+O_{2}+{\cfrac {1}{2}}O_{2}\to CO_{2}+d\cdot H_{2}O} }

O lo que es lo mismo:

{\displaystyle \mathrm {CH_{4}+{\cfrac {3}{2}}O_{2}\to CO_{2}+d\cdot H_{2}O} }

Luego se iguala el hidrógeno. A la izquierda de la ecuación hay cuatro átomos de hidrógeno, mientras que a la derecha hay dos. Se añade un coeficiente 2 frente a la molécula de agua para balancear el hidrógeno:

{\displaystyle \mathrm {CH_{4}+{\cfrac {3}{2}}O_{2}\to CO_{2}+2H_{2}O} }

El hidrógeno queda balanceado, sin embargo ahora se puede observar que a la izquierda de la ecuación hay 3 átomos de oxígeno (3/2 de molécula) mientras que a la derecha hay 4 átomos de oxígeno (2 en el óxido de carbono (II) y 2 en las moléculas de agua). Se balancea nuevamente el oxígeno agregando un átomo más (1/2 molécula más) a la izquierda:

{\displaystyle \mathrm {CH_{4}+{\cfrac {3}{2}}O_{2}+{\cfrac {1}{2}}O_{2}\to CO_{2}+2H_{2}O} }

O lo que es lo mismo:

{\displaystyle \mathrm {CH_{4}+2O_{2}\to CO_{2}+2H_{2}O} }

Ahora la ecuación queda perfectamente balanceada. El método de tanteo es útil para balancear rápidamente ecuaciones sencillas, sin embargo se torna sumamente engorroso para balancear ecuaciones en las cuales hay más de tres o cuatro elementos que cambian sus estados de oxidación. En esos casos resulta más sencillo aplicar otros métodos de balanceo.
- Datos: Q21573465